# Resolução 155 do Conselho de Segurança das Nações Unidas
Resolução 155 do Conselho de Segurança das Nações Unidas, foi aprovada em 24 de agosto de 1960, após análise do pedido da República de Chipre para ser membro da Organização das Nações Unidas, o Conselho recomendou à Assembleia Geral que o Chipre deve ser admitido.
Foi aprovada por unanimidade.